# Jonathan Ke Quan
Ke Huy Quan (關繼威) (Saigó, 20 d'agost de 1971), també conegut com Jonathan Ke Quan, és un actor vietnamita-estatunidenc. Conegut per la seua actuació en dues famoses pel·lícules d'aventures de la dècada dels 80: Indiana Jones i el temple maleït (1984), en la qual interpretava el paper de Tapó, i Els Goonies (1985), en el personatge de Data. I, posteriorment, amb el ressorgiment de la seua carrera en 2022, amb la pel·lícula Tot a la vegada a tot arreu, que li va valer el premi Òscar al millor actor secundari i el Globus d'Or al millor actor secundari; és el primer actor d'origen vietnamita que ho va aconseguir.

## Filmografia

### Cinema
| Any  | Títol                            | Paper         | Notes                           |
| ---- | -------------------------------- | ------------- | ------------------------------- |
| 1984 | Indiana Jones i el temple maleït | Short Round   | Premi Young artist              |
| 1985 | Els Goonies                      | Data Wang     |                                 |
| 1989 | Indiana Jones i l'última croada  | Short Round   |                                 |
| 1991 | Breathing Fire                   | Charlie Moore |                                 |
| 1992 | L'home de Califòrnia             | Kim           |                                 |
| 2002 | Second Time Around               | Sing Wong     |                                 |
| 2021 | Finding ʻOhana                   | George Phan   |                                 |
| 2022 | Tot a la vegada a tot arreu      | Waymond Wang  | Òscar al millor actor secundari |
| 2024 | Kung Fu Panda 4                  | Han           |                                 |

### Televisió
| Any       | Títol                 | Paper                   | Notes                         |
| --------- | --------------------- | ----------------------- | ----------------------------- |
| 1986–1987 | Together We Stand     | Sam Randall             | 19 episodis                   |
| 1990–1991 | Head of the Class     | Jasper Kwong            | Protagonista (temporades 4–5) |
| 1991      | Tales from the Crypt  | Josh                    | Episodi: "Undertaking Palor"  |
| 1993      | Eunuch & Carpenter    | Ba Dajia                | Protagonista; 40 episodis     |
| 2023      | American Born Chinese | Jamie Yao / Freddy Wong | Miniserie                     |
| 2023      | Loki                  | Ouroboros "OB"          | Protagonista (temporada 2)    |

## Premis i nominacions
| Any  | Premi       | Categoría                | Trabajo                     | Resultado | Ref(s) |
| ---- | ----------- | ------------------------ | --------------------------- | --------- | ------ |
| 2023 | Óscar       | Millor actor repartiment | Tot a la vegada a tot arreu | Guanyador |        |
| 2023 | Globus d'or | Millor actor repartiment | Tot a la vegada a tot arreu | Guanyador |        |